# Diccionari històric i etimològic de la llengua osseta
El Diccionari històric i etimològic de la llengua osseta (títol original en rus: Историко-этимологический словарь осетинского языка) és una important obra lexicogràfica del lingüista osset especialitzat en l'estudi de les llengües iràniques, Vassili Abàiev. El primer volum del diccionari es va publicar l'any 1958, i l'últim l'any 1989 (i un índex del diccionari al cinquè volum l'any 1995).
Dedicat a l'etimologia i història de la llengua osseta, el diccionari és de gran importància per a l'estudi tant de les llengües iràniques en general com de les llengües del Caucas no relacionades amb la relació genètica osseta.
Mentre encara era estudiant, V. I. Abàiev va treballar en la preparació per a la publicació d'un diccionari osseta-rus-alemany de tres volums de Vsévolod Fiódorovitx Miller sota la direcció del professor Aleksandr Arnóldovitx Fréiman. Fins i tot va compilar una llista de paraules que començaven per Dz que no es van conservar al manuscrit. En el futur, va mantenir l'interès per la lexicologia, l'any 1950 es va publicar un diccionari rus-osseta sota la seva direcció i el 1958 va començar la publicació d'un diccionari històric i etimològic.
El diccionari descriu el vocabulari dels dialectes iron i digor de la llengua osseta. Si una paraula té una correspondència fonètica en digor, ambdues paraules es donen en la mateixa entrada del diccionari (l'encapçalament de l'entrada conté les dues paraules separades per una barra vertical). Si la forma en Digor no està etimològicament relacionada amb la forma en Iron, es dona com a article separat marcat amb la notació "d.": per exemple, ninæğ d. "gerds".
Gairebé totes les entrades del diccionari estan proveïdes d'il·lustracions textuals documentades en els dialectes iron i digor. La presència d'il·lustracions textuals ajuda a entendre millor els matisos del significat de la paraula i compensa en part la manca d'un diccionari explicatiu osseta documentat. Se citen exemples tant de ficció i diaris contemporanis, com de registres de folklore.
El diccionari reflecteix les opinions publicades en altres estudis de l'erudit: la teoria d'un substrat caucàsic multilingüe i la presència d'una proximitat especial amb les llengües l'àrea de les quals actualment no és adjacent a l'àrea de l'osseta (en particular, es tracta de correspondències osseta-mingrelianes i de préstecs iranians en les llengües ugrofineses).
Per registrar paraules i il·lustracions textuals ossetes, el compilador utilitza una transcripció pràctica elaborada per ell mateix sobre una base llatina, l'elecció de la qual explica per l'ortografia inestable de la llengua osseta (en realitat estem parlant d'un canvi freqüent en la base alfabètica en la primera meitat del segle xx, vegeu alfabet osseta). El sistema d'enregistrament escollit per Abàiev també va permetre fer més visual la transició històrica [k] a [tʃ] abans de les vocals anteriors.
Les etimologies donades per Abàiev van ser perfeccionades posteriorment per altres investigadors.